# 瓦卢瓦地区蒂里
瓦卢瓦地区蒂里（法語：Thury-en-Valois，法語發音：[tyʁi ɑ̃ valwa]）是法国瓦兹省的一个市镇，属于桑利斯区。

## 地理
瓦卢瓦地区蒂里（49°9'26"N, 3°1'28"E）面积11.26 平方千米，位于法国上法蘭西大區瓦兹省，该省份为法国北部内陆省份，北起索姆省，西接厄尔省和滨海塞纳省，南至塞纳-马恩省和瓦兹河谷省，东临埃纳省。
与瓦卢瓦地区蒂里接壤的市镇（或旧市镇、城区）包括：夸约勒、昂蒂伊、瓦卢瓦地区欧特伊、布拉尔、屈韦尔尼翁、乌尔克河畔马勒伊、下蒂里新城。

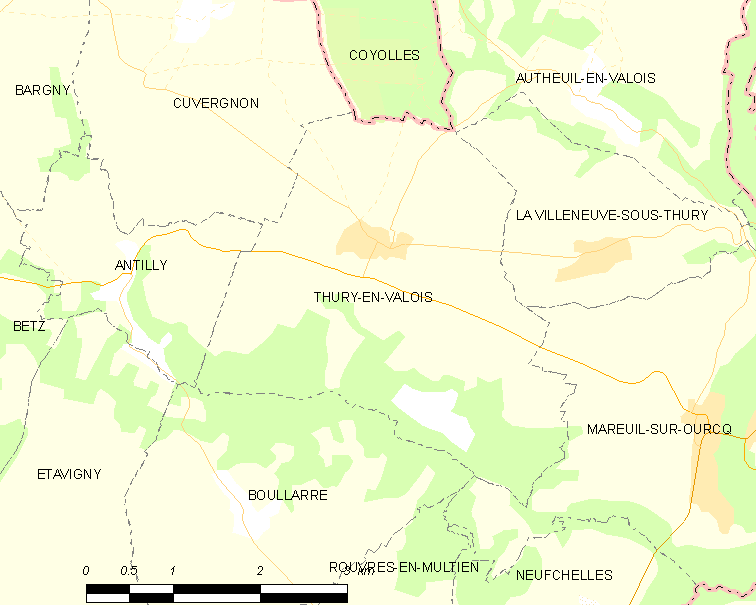
瓦卢瓦地区蒂里的OSM定位图

瓦卢瓦地区蒂里的时区为UTC+01:00、UTC+02:00（夏令时）。

## 行政
瓦卢瓦地区蒂里的邮政编码为60890，INSEE市镇编码为60637。

## 政治
瓦卢瓦地区蒂里所属的省级选区为楠特伊勒欧杜安县。

## 人口

1962-2008年间瓦卢瓦地区蒂里人口变化图示

瓦卢瓦地区蒂里于2022年1月1日时的人口数量为466人。